# 池田猪三次

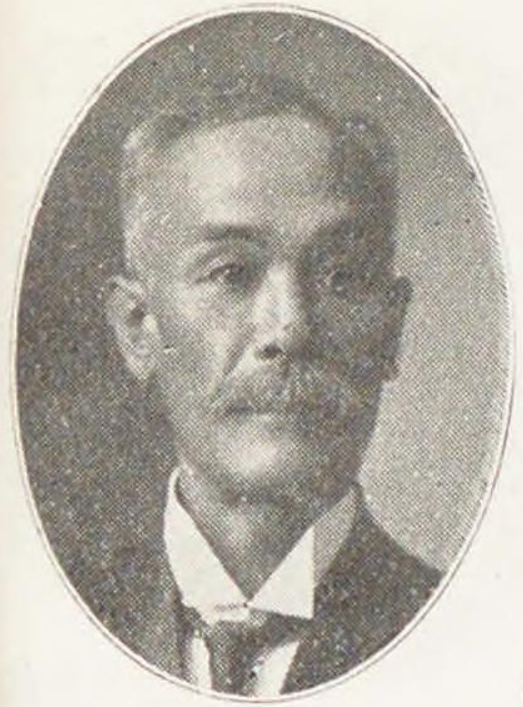
池田猪三次

池田 猪三次（いけだ いさんじ、1863年9月25日（文久3年8月13日） - 1942年（昭和17年）11月26日）は、明治から昭和時代前期の政治家、銀行家。衆議院議員（2期）。旧姓は矢部。

## 経歴
遠江国豊田郡浦川村（静岡県豊田郡浦川村、磐田郡浦川村、浦川町、佐久間町を経て現浜松市天竜区）の矢部家に生まれ、1879年（明治12年）引佐郡伊平村（引佐町を経て現浜松市浜名区）の池田徳治郎の長女さわと結婚し養子となる。1886年（明治19年）伊平戸長役場の用係に出仕し、同村会議員を経て、1893年（明治26年）同村長に就任した。養蚕、学校建設、道路整備に尽力した。引佐郡会議員を経て、1903年（明治36年）静岡県会議員となり、1911年（明治44年）同議長を務めた。ほか、郡および県農会長、伊平銀行、金指銀行各頭取、天竜木材監査役、浜松鉄道取締役を務めた。
1915年（大正4年）3月の第12回衆議院議員総選挙では静岡県郡部の村上太三郎の死去に伴う補欠選挙で当選。第14回総選挙でも当選し、衆議院議員を通算2期務めた。県道開通、本坂トンネル開通などに尽力した。

## 栄典
勲章等
- 1933年（昭和8年） - 勲四等瑞宝章[4]